# Museo de Colliure
El Museo de Colliure (en francés: Musée d'Art Moderne de Collioure) fue creado por el pintor Jean Peské en 1934. La iniciativa se debió a la atracción que este pintor de origen rusopolaco sentía por la ciudad costera. Posee casi de 1400 obras de arte moderno y contemporáneo.
En 1930 convenció al municipio de la época y pudo finalmente abrir una sala del ayuntamiento de la ciudad que reagrupaba telas, dibujos y litografías que había pedido a sus amigos artistas (Louis Valtat, Georges de Espagnat, Yves Brayer...) hasta un total de 190 obras.

## Historia
En los años 1960, diez años después de la muerte de Jean Peské y terminada la rehabilitación del ayuntamiento, las obras se dejaron de exponer. A principios de los años 1980, la asociación Amigos de los Museos presionó al municipio para reabrir el museo. Para la nueva sede, la ciudad compró la villa del antiguo Sénateur Gaston Pams (Villa Pams), aprovechando la operación para salvar el cerro que lleva el mismo nombre y rehabilitarlo como parque público.
Hoy en día el museo ha desarrollado ampliamente su fondo en materia de arte histórico del siglo XX y de arte contemporáneo, gracias especialmente a varias donaciones de las que destaca la del artista valenciano Balbino Giner García.
El edificio que alberga el museo ha sido remodelado para permitir presentar las obras en un contexto museográfico adecuado. Desde el traslado del museo a la Ville Pams se lleva a cabo una política de exposiciones temporales muy activa.

### Arte histórico del

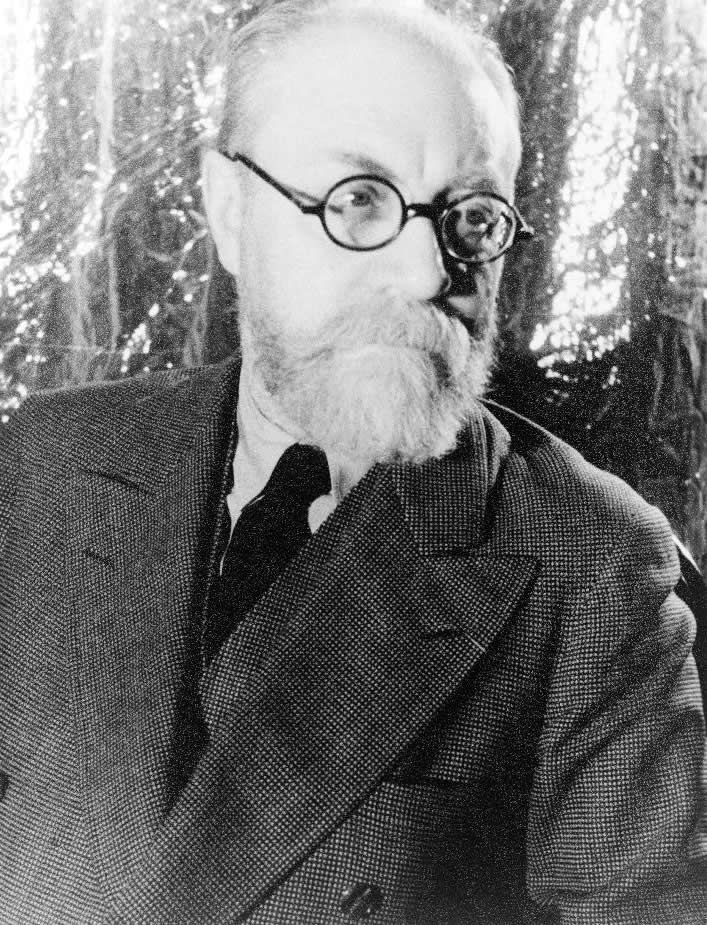
Foto de Henri Matisse por Carl Van Vechten, 1933

## Prix Collioure
A principios de los años 1990 se creó Le prix Collioure (El premio Colliure). Este premio es atribuido cada dos años por la ciudad, y reconoce los jóvenes artistas europeos, poniendo a su disposición el taller del museo durante un año. Al finalizar este año, se celebra una gran exposición donde el artista expone su trabajo y antes de abandonar el taller don una de sus obras en al museo, que pasa a formar parte de su fondo.

## Colecciones

### Arte histórico delsigloXX[5]
- Yves Brayer Foto de Henri Matisse por Carl Van Vechten, 1933
- Pierre Brune
- Charles Camoin
- Jean Cocteau miniatura| Jean Cocteau
- Camille Descossy
- Georges d'Espagnat
- Balbino Giner
- Augustin Hanicotte
- Henri Marre
- Henri Martin
- Henri Matisse
- René Perrot
- Edouard Pignon
- Jean Peské
- Léopold Survage
- Louis Valtat
- Martin Vivès

### Arte contemporáneo[6]
- Sophie Benson
- Vincent Bioulès
- Bleda y Rosa
- Jacques Capdeville
- Jean Capdeville
- Mario Chichorro
- Brian Day-Parson
- Hervé Di Rosa
- Serge Fauchier
- Rafa Forteza
- Marc Fourquet
- Dominique Gaultier
- Tina Gillen
- Renée Lavaillante
- Joel Kermarrec
- Frédéric Khodja
- François Martin
- Carlos Pazos
- Anne-Marie Pêcheur
- Hélène Saule-sorbé
- Aurore Valade - Claude Viallat
- Jean-Louis Vila